# Store Heddinge Boldklub
Store Heddinge Boldklub er en fodboldklub på Stevns.
Klubben er grundlagt i 1921 og har en støtteforening, som hedder Boldklubbens Venner, der gennem årene har stået bag utallige store arrangementer.

Klubben nåede et af sine absolutte højdepunkter i 2018, hvor kan først opnåede at blive kåret til årets klub på Sjælland, og det blev større endnu, da man efterfølgende også blev kåret til årets klub i Danmark.
Klubben har i dag cirka 300 medlemmer og drives i bedste velgående med en driftig bestyrelse, tre herreseniorhold, kvindesenior og flere ungdoms- og børnehold.
Klubben er kendetegnet ved stor opbakning fra lokalsamfundet og god tilslutning til frivillighed.

## Historie
Store Heddinge Boldklubs første formand var ifølge den gamle protokol blikkenslager Bent Petersen, men det stemmer ikke helt, for protokollen stammer fra 1928, men boldklubben var i virkeligheden startet i 1921 og sandsynligvis før, da man ved, at der har været spillet fodbold i byen siden 1902, men måske uden nogen egentlig klub. 
Klubben har naturligt haft en del formænd gennem årene, og nogle har været ganske legendariske. Her kan blandt andre nævnes boghandler Svend Jensen (1944-1964), som også er klubbens længstsiddende formand efterfulgt af Mogens Larsen (1991-2005) og nuværende formand Mikkel Hofmann (2016). 
Boldklubben og Svend Jensen var næsten det samme. 
Svend Jensen overværede så muligt alle kampene og altid med sin uundværlige cigaret i munden. Der smuttede nemt en pakke cigaretter eller mere under en kamp, og man sagde, han brugte én tændstik, for han nåede altid at få tændt den næste cigaret, inden den første gik ud. Svend fulgte alle klubbens hold - lige fra de mindste til de voksne: Han kendte klubben ud og ind. 

### Ny opvisningsbane
Klubben har skridt for skridt udviklet sig fra de tidlige år og frem til i dag. 
I begyndelsen var det meget beskedne forhold, men det var en markant forbedring, da man under krigen (2. verdenskrig) havde den glæde at få lavet nyt stadion og få nogle omklædningsforhold stillet til rådighed - dog ikke sine egne.
Inden da havde man måttet nøjes med én bane, og den skulle også bruges til dyrskueplads- og tivoli, så der var sommetider nogle grimme huller. 

### Eget klubhus
I Store Heddinge Bolklub taler man nogle gange om SB-ånden. Det er en betegnelse for, når medlemmer og lokale kræfter tager sagen i egen hånd og løfter en svær opgave. 
Sådan var det i starten af 1980'erne, hvor medlemmer med håndværksfærdigheder samt venner af klubben skaffede midler og byggede boldklubbens nuværende klubhus. 
Klubhuset skabte helt nye muligheder for klubben, som med 4 omklædningsrum, dommeromklædning, 3 toiletter, kontor, kantine og opholdsrum stod med faciliteter, der modsvarede klubbens størrelse, hvor man havde utallige ungdomshold og 1. holdet havde gennem 70'erne været en fast bestanddel af Sjællandsserien. 

### Årets klub i Danmark
Det var i stor grad en ny bestyrelse, der blev sammensat i 2016. Med stor arbejdsiver søsatte bestyrelsen mange initiativer, som skulle styrke klubben især på den sociale del. Det hele skulle understøttes af klubbens nye værdier: Venskab, leg, glæde, dialog og udvikling. 
De blæste mange positive vinde over klubben, og det blev for alvor belønnet og værdsat, da man i slutningen af 2017 blev kåret til årets klub på Sjælland. Det blev dog større endnu, for samtidig nomineredes klubben til at blive det i hele landet og det lykkedes: Store Heddinge Boldklub blev kåret til årets klub i Danmark 2018!

### Klubben fylder 100 år
Det var i sandhed et festår, da klubben i 2021 kunne fejre fødselsdag. 100 år var det blevet og det blev fejret med en kamp mod oldboyslandsholdet. Cirka 900 mennesker mødte op til kamp mellem SB Allstars og de aldrende landsholdsstjerner. 

### Projekt kunstgræs
I mange år har man i SB haft en drøm om at etablere sin egen kunstgræsbane. Drømmen kom nærmere på virkeligheden, da kommunalbestyrelsen i efteråret 2024 afsatte 4 millioner kr. til en sådan bane. Beløbet vil ikke række alene, så klubben har igangsat 'Projekt kunstgræs', hvor man har etableret egen hjemmeside til formålet kunstgræs4660.dk, ligesom man har sammensat en styregruppe, som skal arbejde med at finansiere det resterende beløb til banen. 
Det har været vigtigt for bestyrelsen, at man går efter en bæredygtig bane, og derfor vil det være en non-infill bane, der skal etableres. 
Det er et stort projekt, og man mærker igen, hvordan SB-ånden skal bære projektet, så Store Heddinge Boldklub kan tage endnu et stort skridt i dets udvikling. 